# Scydmoraphes minutus
Scydmoraphes minutus är en skalbaggsart som först beskrevs av Maximilien de Chaudoir 1845.  Scydmoraphes minutus ingår i släktet Scydmoraphes, och familjen glattbaggar. Arten är reproducerande i Sverige.